# ان‌جی‌سی ۲۲۹
ان‌جی‌سی ۲۲۹ (انگلیسی: NGC 229) نام یک کهکشان عدسی در صورت فلکی آندرومدا است.